# Fosun International
Fosun International (復星國際有限公司, 复星国际有限公司) (SEHK: 656) est le plus grand conglomérat privé de Chine continentale,. Son siège social est à Shanghai. 
Le groupe est divisé en trois grands domaines d'activités : santé (nutrition, environnement, recherche et développement en pharmacie, distribution pharmaceutique, services médicaux y compris hôpitaux, soin aux personnes âgées, outils de diagnostic), finance (asset management, assurances, finances en ligne), et divertissement (sport et jeux, mode, tourisme).

## Histoire
Le groupe Fosun a été fondé en 1992 par 4 étudiants - Guo Guangchang, Liang Xinjun, Wang Qunbin, Fan Wei, tous issus de l'Université Fudan - et avec un capital de départ de 38 000 yuans, soit 6 000 francs. À l'origine, l'entreprise conseille les étrangers souhaitant investir en Chine. À sa création, l'entreprise s'appelle Shanghai Fosun High Technology Co.
La filiale Shanghai Fosun Pharmaceutical (Group) Co est créée en 1994 et indexée à la bourse de Shanghai en 1998.
En février 2010, Fosun s'associe au groupe Carlyle pour créer un fonds d'investissement local en Chine.
En 2013, la filiale pharma de Fosun annule un contrat de $530 millions avec Sellas Clinicals Holding concernant le test de molécules sur des patients atteints de diabète et de cancer.
En 2015, son chiffre d'affaires s'élève à 78,796 milliards de RMB soit environ 10,738 milliards d'euros. 
Le 11 décembre 2015, la disparition du président de Fosun, le milliardaire Guo Guangchang, a été signalée, aussitôt la rumeur qu'il a pu avoir été arrêté à la suite de la campagne anti-corruption du président Xi Jinping. Cela a conduit à ce que la cotation des actions de sa filiale cotée à la Bourse de Hong Kong soit suspendue. Il réapparaît quatre jours plus tard, le 14 décembre, à une conférence dans la ville, et déclare  avoir été entendu par la police au sujet d'affaires personnelles.
En juillet 2016, Fosun Pharma annonce l'acquisition d'une participation de 86 % dans Gland Pharma, une entreprise pharmaceutique indienne, pour 1,3 milliard de dollars.

En novembre 2016 Fosun a pris une participation de 17 % au capital de Banco Comercial Português (BCP), la plus grande banque cotée du Portugal. En décembre 2016, Liberty Mutual annonce l'acquisition de Ironshore, filiale de Fosun, pour 3 milliards de dollars
En 2017, Fosun et Sanyuan reprennent la margarine Saint-Hubert. En décembre 2017, Fosun prend une participation de 17,90 % dans l'entreprise brassicole Tsingtao pour 844 millions de dollars, participation vendue par Asahi.
Fin 2019, à l'occasion de la faillite de la société Thomas Cook, Fosun International propose de prendre une participation majoritaire dans l'entreprise britannique de voyages, mais les négociations échouent. Pourtant, devant l'urgence à liquider les actifs pour obtenir des liquidités de la part du voyagiste britannique, en novembre 2019, Fosun annonce l'acquisition de la marque Thomas Cook pour 11 millions de livres.
Le 14 avril 2024, BNP Paribas indique avoir racheté à Fosun International les 9% de l'assureur belge Ageas qu'il détient, pour 730 millions d'euros environ,.
En mai 2024, ABN Amro annonce l'acquisition pour 672 millions d'euros de Hauck Aufhäuser Lampe, une banque privée allemande appartenant à Fosun International.

## Principaux actionnaires
Au 12 avril 2020
| Fosun International Holdings       | 70,9% |
| The Vanguard Group                 | 0,96% |
| BlackRock Fund Advisors            | 0,88% |
| Capital Research & Management -GI- | 0,60% |
| T. Rowe Price International        | 0,47% |
| Norges Bank Investment Management  | 0,40% |
| Dimensional Fund Advisors          | 0,27% |
| Qi Yu Chen                         | 0,22% |
| BlackRock Advisors                 | 0,21% |
| Xiao Liang Xu                      | 0,20% |

## Structure du groupe
Fosun est le plus grand conglomérat privé de Chine et l'entreprise mène une politique d'acquisition à l'international.
Le groupe est structuré en 2 grands domaines d'intervention, d'une part des activités financières et de l'autre des activités industrielles dans lesquelles le groupe a la volonté de s'investir.
- Assurance : Fosun Insurance Portugal (84,97 %)[22], Yong'an P&C Insurance (19,93 %), Pramerica Fosun Life Insurance (50 %), Peak Reinsurance (85,1 %), MIG
- Investissement : Focus Média (8,09 %), Lloyds Chambers (90 %), 28 Liberty, Zhaojin Mining (10,38 %), Folli Follie (9,96 %)
- Industrie : Fosun Pharma (39,78 %), Star castle Senior Living (50 %), Luz Saúde (83,63 %), Star Healthcare, Nanyuan Food (16,67 %), Zhongshan Public Utilities (12,35 %), Silver Cross (82 %), EOS imaging (13%)
- Divertissement : Yuyuan (26,45 %), Club Med[23] (78,1 %)[24], Atlantis, Studio 8, Bona (6,2 %), Cirque du Soleil (20 %) [25], Thomas Cook (4,90 %)
- Mode : acquisition Lanvin (mars 2018)
- Acier : Nanjing Nangang (60 %), Tianjin Jianlong (25,7 %)
- Mine : Hainan Mining (54 %), ROC
- Immobilier : Forte (99,15 %), The Bund Finance Center, Dalian Donggang (64 %), Resource Property (90 %)

## Liens
- Site officiel